# Rajd Alpejski 1967
Rajd Alpejski 1967 (28. Coupe des Alpes 1967) – rajd samochodowy rozgrywany we Francji od 4 do 9 września 1967 roku. Była to czternasta runda Rajdowych Mistrzostw Europy w roku 1967.

## Wyniki końcowe rajdu[2]
| Miejsce                      | Kierowca                     | Pilot                        | Samochód                     | Czas                         | Strata                       |                              |
| Klasyfikacja generalna i ERC | Klasyfikacja generalna i ERC | Klasyfikacja generalna i ERC | Klasyfikacja generalna i ERC | Klasyfikacja generalna i ERC | Klasyfikacja generalna i ERC | Klasyfikacja generalna i ERC |
| ---------------------------- | ---------------------------- | ---------------------------- | ---------------------------- | ---------------------------- | ---------------------------- | ---------------------------- |
| 1.                           | Paddy Hopkirk                | Ronald Crellin               | Morris Mini Cooper S         | 18:58:14.4                   | –                            |                              |
| 2.                           | Bernard Consten              | Jean-Claude Peray            | Alfa Romeo Giulia GTA        | 19:08:53.1                   | +10:38.7                     |                              |
| 3.                           | Jean-Claude Gamet            | Michel Gamet                 | Alfa Romeo Giulia GTA        | 19:08:58.9                   | +10:44.5                     |                              |
| 4.                           | Harry Källström              | Gunnar Häggbom               | Renault 8 Gordini            | 19:10:03.5                   | +11:49.1                     |                              |
| 5.                           | Jean-Claude Andruet          | Maurice Gélin                | Alpine-Renault A110 1300     | 19:40:06.8                   | +41:52.4                     |                              |
| 6.                           | Sylvia Österberg             | Inga-Lill Edenring           | Renault 8 Gordini            | 19:57:34.1                   | +59:19.7                     |                              |
| 7.                           | Bob Neyret                   | Jacques Terramorsi           | Citroën DS 21                | 20:15:34.3                   | +1:17:19.9                   |                              |
| 8.                           | Jacques Rey                  | Fanfan                       | Porsche 911 S                | 20:24:16.2                   | +1:26:01.8                   |                              |
| 9.                           | Andrew Cowan                 | Brian Coyle                  | Sunbeam Imp                  | 20:49:40.3                   | +1:51:25.9                   |                              |
| 10.                          | Rosemary Smith               | Margeret Lowrey-MacKenzie    | Sunbeam Imp                  | 20:50:38.9                   | +1:52:24.5                   |                              |